# Thangpoche-Kloster
Das Kloster Thangpoche (tib. ཐང་པོ་ཆེ; Wylie thang po che) oder Solnak Thangpoche war früher ein Kloster der Kadam-Schule, der ersten Sarma-Tradition des tibetischen Buddhismus. Es wurde im Jahr 1017 von Drumer Tshülthrim Chungne, einem Schüler von Lume Tshülthrim Sherab, gegründet. Es liegt im Kreis Qonggyai (Chongyye) des Regierungsbezirks Shannan (Lhokha) im Süden des Autonomen Gebiets Tibet in der Volksrepublik China. Lume starb auf dem Weg zu diesem Kloster. Später wurde es ein Kloster der Gelugpa.